# 1909 en Inde
Chronologie de l'Inde
- 1905
- 1906
- 1907
- 1908
- 1909
- 1910
- 1911
- 1912
- 1913

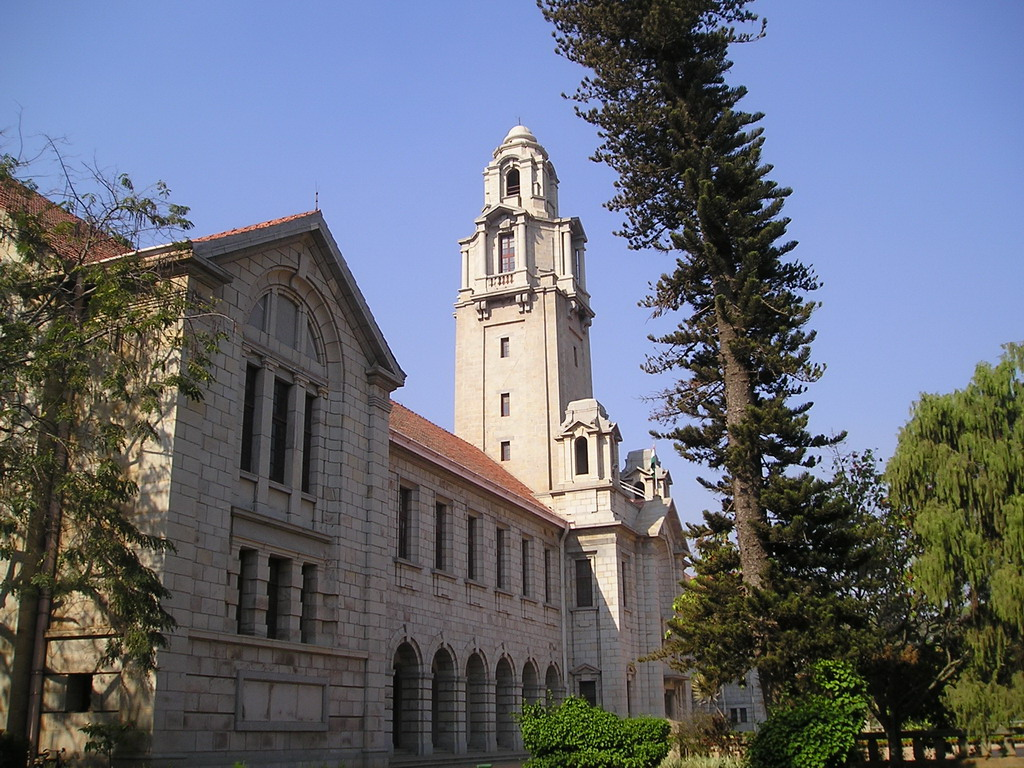
L'institut indien des sciences est fondé à Bangalore.

Cette page concerne les évènements survenus en 1909 en Inde  :

## Évènement
- 6 mai : Verdict du procès dit de l'Empereur contre Aurobindo Ghosh et autres (en), familièrement appelé l'affaire de la bombe d'Alipore, la conspiration de Muraripukur ou la conspiration de la bombe de Manicktolla.

## Création
- Institut indien des sciences

## Naissance
- Aruna Asaf Ali, militante indépendantiste et femme politique.
- Balamani Amma, poétesse.
- M. K. Thyagaraja Bhagavathar (en), acteur, réalisateur et chanteur de musique carnatique.
- Alagappa Chettiar (en), homme d'affaires et philanthrope.
- Leela Chitnis, actrice.
- Dattaram Hindlekar (en), joueur de cricket.
- Kodavatiganti Kutumbarao (en), écrivain.
- Vakkom Majeed (en), personnalité politique.
- P. R. Pisharoty (en), météorologue.

## Décès
- R. V. Srinivasa Aiyar (en), personnalité politique.
- Romesh Chunder Dutt (en), économiste, historien et écrivain.
- Mohammed Abdul Karim, secrétaire de la reine Victoria.
- Nabinchandra Sen (en), poète.